# Wendelinuskapelle (Haisterkirch)
Die Wendelinuskapelle ist eine Kapelle bei Haisterkirch im Landkreis Ravensburg in Oberschwaben.

## Lage
Die Wendelinuskapelle liegt an der Kreisstraße 7933 zwischen Haisterkirch und Hittisweiler. Sie befindet sich etwa 3 km östlich des Zentrums von Bad Waldsee und rund 800 m östlich des Naherholungsgebiets Tannenbühl. Die Kapelle liegt zudem circa 180 m südwestlich der Mündung des Guter Brunnen Bachs in den Haisterbach. Sie ist direkt am Donau-Bodensee-Radweg und am Hauptwanderweg 4 gelegen.

## Geschichte
Die Wendelinuskapelle, erbaut im 17. Jahrhundert, war ursprünglich als Jacobs Cappel bekannt. Dies belegt eine Landtafel der Herrschaft Wolfegg aus dem Jahr 1724. Ihr Bau geht auf ein Gelübde der Gemeinde zurück, die sich verpflichtete, Bittgänge zum Heiligen Wendelin zu unternehmen. Eine verheerende Tierseuche im Jahr 1774 war der unmittelbare Anlass für dieses Gelöbnis und die daraufhin etablierten Bittgänge am Wendelinustag (20. Oktober). Diese führten morgens zur Wendelinuskapelle und mittags zur Gottvater-Kapelle, um Unglück von Haus und Stall abzuwenden. Seit demselben Jahr 1774 wird die Kapelle offiziell als Wendelinuskapelle geführt. Bis zum Jahr 2007 befand sich in der Kapelle ein Birkenreisigbesen, der an die Tradition erinnerte, dass der Heilige Wendelin hier zur Heilung von Warzen oder Furunkeln angerufen wurde. Der entsprechende Bittgang fand einst am Kirbemontag, dem Montag nach Kirchweih, statt.

## Architektur und Ausstattung
Die Wendelinuskapelle ist ein schlichter Bau mit einem Satteldach, der weder über einen Giebelreiter, noch eine Glocke oder einen Turm verfügt. Der Zugang erfolgt über eine Eingangstür auf der Westseite, während ein vergittertes Fenster in der Ostseite ist.
Im Innenraum befindet sich ein bäuerlich gearbeiteter, barocker Holzaltar aus dem späten 17. Jahrhundert. Dessen zentrales Ölgemälde auf Holz zeigt den Heiligen Wendelin. Im Hintergrund des Bildes ist die Haisterkircher Pfarrkirche St. Johannes Baptist zu erkennen ist. Der Heilige Wendelin wird mit seinen Attributen, der Hirtenschippe und einer Tasche, dargestellt, hier ergänzt durch ein Buch, das wohl auf sein späteres Mönchtum hinweist, sowie inmitten seiner Schafe. Das Gemälde wird dem Kunstmaler Sebastian Christ aus Hittelkofen zugeschrieben, der im 19. Jahrhundert malte. Das Antependium des Altars schmückt eine kleine Schnitzarbeit, die die drei christlichen Tugenden symbolisiert: Ein goldenes Kreuz steht für den Glauben, ein goldenes Herz für die Liebe und ein silberner Anker für die Hoffnung. Ein Holzgitter wurde vor dem Altar wurde errichtet.